# Sabantui

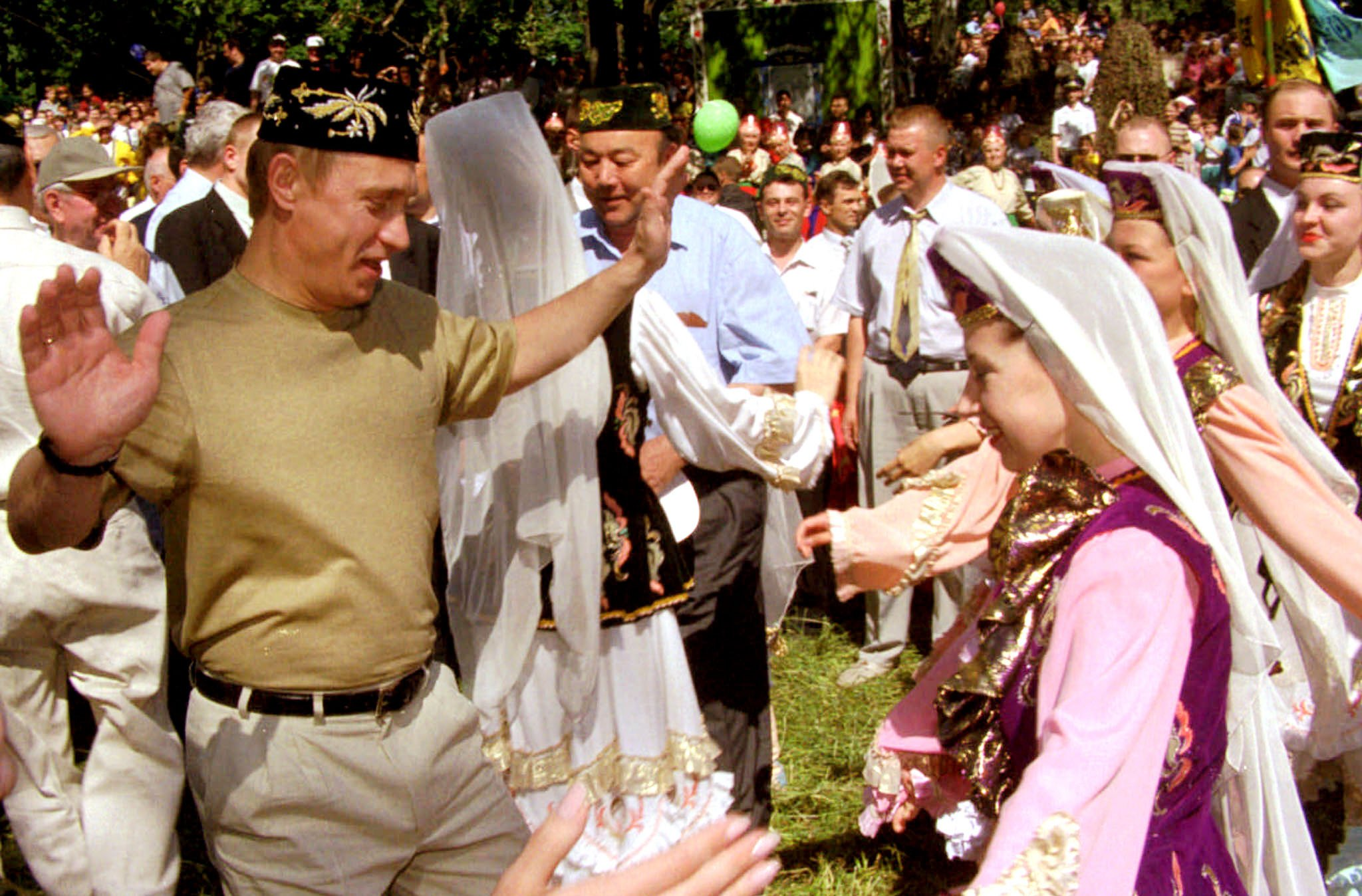
Der damalige Präsident Wladimir Putin beim Sabantui 2000 in Kasan

Sabantui ist ein baschkirisches, tschuwaschisches und tatarisches Sommerfest. Ursprünglich wurde das Fest von Bauern gefeiert, heutzutage ist es ein Nationalfeiertag und wird auch in Städten gefeiert.

## Wortherkunft
Die Tataren nannten das Fest Sabantuy (Сабантуй, sʌbɑnˈtuɪ) oder Saban tuyı (Сабан туе sʌˈbɑn tuˈjɯ; im Plural Sabantuylar sʌbɑntuɪˈlɑr). Auch die an der Wolga lebenden Turkvölker begingen diesen Brauch. Die Baschkirischen nannten das Fest Habantuy (Һабантуй), die Tschuwaschen nannten es Akatuy (Акатуй).
Die Bedeutung des Namens lässt sich mit Fest des Pfluges übersetzen. Ein Synonym des Namens ist Saban bäyräme (Сабан бәйрәме, sʌˈbɑn bæɪræˈme).

## Geschichte
Der Ursprung von Sabantui geht auf die vorislamische Epoche der Wolgabulgaren zurück. Das Fest wurde vor dem Aussäen gefeiert. Die Existenz des Festes ist für das Jahr 921 belegt, als der Brauch von Ahmad ibn Fadlan notiert wurde., die geht auf die vorislamische Epoche zurück, als sie vor der Aussaat gefeiert wurde. Die Anwesenheit von Sabantui wurde von ibn Fadlān bereits 921 bemerkt. Sowohl die Lieder als auch die anderen Traditionen des Sabantui hatten damals wahrscheinlich eine religiöse Bedeutung.
Durch die Konversion der Tataren und Baschkiren zum Islam und die Konversion der Tschuwaschen zum Christentum wurde der Feiertag weltlich. In allen Religionen wechselten die einzelnen Dörfer sich mit der Austragung des Festes ab.
Am Anfang des 20. Jahrhunderts wurde Sabantui als das Nationalfest der Tataren anerkannt. Die sowjetischen Behörden ließen das Fest wahrscheinlich wegen seiner ländlichen Herkunft zu. Dennoch wurde das Fest durch die Sowjets auf die Zeit nach dem Aussäen verlegt und mit dem antiken Sommerfest Cıyın verschmolzen.

## Traditionen

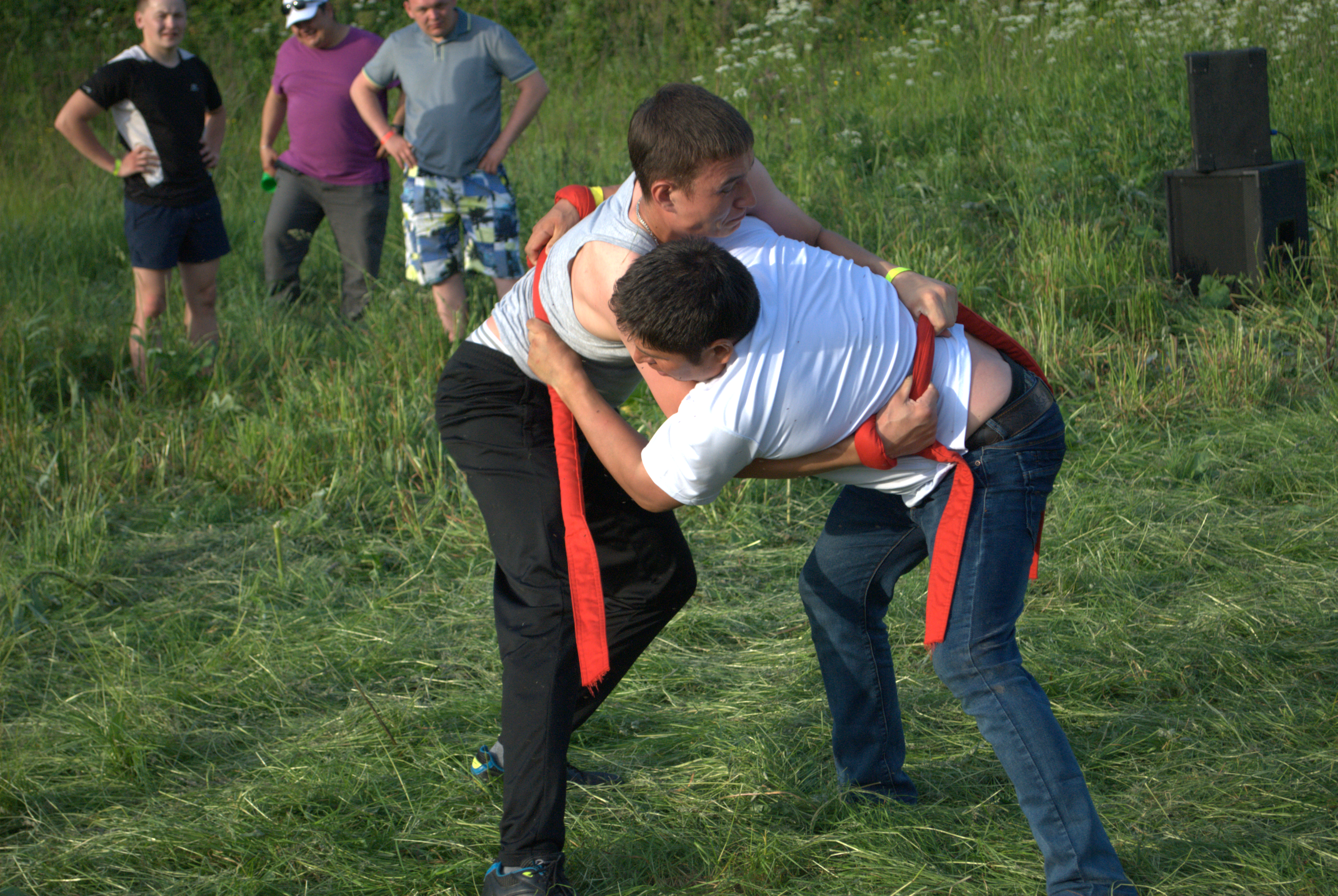
Die Wettkämpfe im Kurash während des Sabantui in Moskau 2015

Während des Sabantui werden örtliche Trachten getragen.
Hauptbestandteile der Festlichkeiten sind das tatarische Wrestling Kurash, Pferderennen, Sackhüpfen, Säulenklettern, Eierlaufen und mehrere weitere Spiele.  Das Sabantuy wird auf einem Mäydan ausgetragen, welcher normalerweise am Waldrand liegt.
Eine weitere Tradition ist das Söran. Dabei wird Geld gesammelt, um die Fahrtkosten der Gäste zu begleichen und um den Siegern der Wettbewerbe eine Preis zu ermöglichen. Weitere Tradition sind das Kochen eines Haferbreis und das Beten auf einem Friedhof.

### Kurash
Das Kurash ist der Hauptbestandteil des Sabantui. Die Wrestler benutzen Handtücher, um ihren Gegner niederzuringen.
Normalerweise treten junge Männer in den Wettkämpfen an. Am Ende des Sabantuy wird im Finale der Sieger, genannt Baatar ermittelt. Die Preise sind nicht festgelegt, so werden in Dörfern zum Beispiel Schafe als Preise ausgelobt, in Städten auch Autos.

### Weiteres
Das Sabantui wird meistens an einem Sonntag zwischen dem 15. Juni und Anfang Juli gefeiert, es hat aber kein festes Datum. Die ersten Sabantuis werden in den Dörfern gefeiert, es folgen die Sabantuis auf Provinzebene. Zuletzt werden die Sabantui in den großen Städten gefeiert. Der allerletzte Sabantui wird in Kasan, der Hauptstadt Tatarstan gefeiert.
In den letzten Jahren wurde durch die russische Regierung in Moskau ein Sabantui veranstaltet. Auch in Städten mit einer großen tatarischen Gemeinde werden Sabantui durch ebenjene ausgerichtet.
Die jeweiligen russischen Präsidenten kommen jedes Jahr zum Sabantui in Kasan.